# Депортіво Калі
«Асосіасьйо́н Депорті́во Калі́» (ісп. «Asociación Deportivo Cali») або «Депорті́во Калі́» (ісп. «Deportivo Cali») — колумбійський футбольний клуб з Калі. Заснований 1912 року.

## Досягнення
- Чемпіон Колумбії (10): 1965, 1967, 1969, 1970, 1974, 1996, 1998, 2005-II, 2015-I, 2021-II
- Володар кубка Колумбії (1): 2010
- Переможець Суперліги Колумбії (1): 2014